# APOBEC3G
APOBEC3G（apolipoprotein B mRNA editing enzyme, catalytic polypeptide-like 3G）は、ヒトのAPOBEC3G遺伝子によってコードされる酵素であり、APOBECファミリータンパク質の一種である。APOBECファミリータンパク質は抗ウイルス自然免疫において重要な役割を果たすことが示唆されている。APOBEC3Gはシチジンデアミナーゼの一種であり、一本鎖DNAに作用してシチジンをウリジンに変換（脱アミノ化）する反応を触媒する。APOBEC3GのC末端ドメインが触媒活性を付与しており、いくつかのNMR構造やX線結晶構造によって基質特異性や触媒活性が明らかにされている。   
APOBEC3Gはウイルス複製を阻害することによりレトロウイルス（特にHIV）に対して抗ウイルス自然免疫活性を示す。しかし、HIVなどのレンチウイルスはこの作用に対抗するためにVif（viral infectivity factor）と呼ばれるタンパク質を進化させている。VifはAPOBEC3Gと相互作用し、プロテアソーム経路によるAPOBEC3Gのユビキチン化と分解を引き起こす。一方、フォーミーウイルスはアクセサリータンパク質Bet（P89873）を産生し、APOBEC3Gの細胞質における可溶性の喪失を引き起こす。BetとVifは異なる分子機序であるが、APOBEC3Gを抑制するという点は同じである。そのため、フォーミーウイルスのBet遺伝子をVif遺伝子に置き換えたウイルスを作成すると、Betの代わりにVifが働いてAPOBEC3Gを抑制し、組み換えウイルスは感染複製能を維持する。

## 発見
APOBEC3Gは2002年にJarmuzらによって、22番染色体上のタンパク質APOBEC3Aから3Gまでからなるファミリーの一員として初めて発見された。その後ウイルスアクセサリータンパク質Vifを欠くHIV-1の複製を制限することができる細胞性因子であると分かった。そしてその後すぐに、APOBEC3GはシチジンデアミナーゼAPOBEC1との相同性が認められたため、同じAPOBECファミリータンパク質の一員であることが明らかとなった。

## 構造
APOBEC3Gは対称構造を持っており、2つの相同な触媒ドメイン、N末端ドメイン（CD1）とC末端ドメイン（CD2）からなる。CD1、CD2のそれぞれに亜鉛イオンの配位部位が含まれている。また各ドメインは、シチジンデアミナーゼの典型的なHis/Cys-X-Glu-X23–28-Pro-Cys-X2-Cysモチーフを有している。しかし、典型的なシチジンデアミナーゼとは異なり、APOBEC3Gは触媒内の2つのβシートの間に固有のαヘリックスを有している。このαヘリックスが補酵素結合部位となる可能性がある。
CD2は触媒活性を持ち、脱アミノ化と基質結合部位（モチーフ）の構造的特異性に不可欠である。CD1は触媒的に不活性であるが、DNAおよびRNAへの結合にとって非常に重要であり、APOBEC3G脱アミノ化の3'→5'方向のプロセシビティを決定している。また、CD2はCD1が存在しない場合にはデアミナーゼ活性を持たない。
生体内のAPOBEC3Gは、単量体、二量体、三量体、四量体、および高次のオリゴマーで構成されている。APOBEC3Gは二量体として機能すると考えられているが、実際には単量体とオリゴマーの混合物として機能している可能性がある。CD1に位置するD128残基はAPOBEC3GとVifとの相互作用に特に重要であるようであり、この残基がリジンに変異 (D128K) したAPOBEC3GはVifによる除去を防ぐ。さらに、128–130番残基は負に帯電したモチーフを形成し、Vifとの相互作用およびAPOBEC3G-Vif複合体の形成に重要である。また124–127番残基は、APOBEC3GのHIV-1ビリオン内への取り込みおよびその結果として生じる抗レトロウイルス活性にとって重要である。

## 作用機序
APOBEC3Gは広く研究されており、HIV-1複製に悪影響を及ぼすいくつかのメカニズムが同定されている。

### シチジンの脱アミノ化と超変異
APOBEC3Gおよび同じファミリーの他のタンパク質は、活性化誘導（シチジン）デアミナーゼ（AID）として機能することができる。APOBEC3Gは、主に相補的DNA（cDNA）として発現したHIVのマイナス鎖DNAに対し、デオキシシチジンからデオキシウリジンへの変異を3'→5'方向のプロセシビティをもって無数に導入することで逆転写に干渉する。APOBEC3GはAPOBECスーパーファミリーに属しており、AIDとして機能するため、APOBEC3Gを介したシチジン脱アミノ化のメカニズムは、大腸菌のシチジンデアミナーゼのメカニズムと類似している可能性が高い。大腸菌のシチジンデアミナーゼはヌクレオチドと亜鉛結合領域周辺でAPOBEC1やAIDと高い相同性を持つことが知られている。現在予測されている脱アミノ化反応の機序は、亜鉛が配位した酵素によるシチジンピリミジン環の4位への直接的な求核攻撃によって駆動される。水は、水素原子とヒドロキシル基供与体の双方の供給源として必要である。4位の脱アミノ化（および結果として生じる酸化）によりカルボニル基が生成され、シチジンからウリジンへの変化が起こる。
脱アミノ化活性は最終的に、プロウイルスDNAの「ホットスポット」でG→Aの超変異をもたらす。このような超変異は、最終的にウイルスの遺伝コードおよび複製能力を破壊し、結果として多くの生存不可能なビリオンが形成される。APOBEC3Gは、その活性部位が変異してもはやレトロウイルスDNAを変異誘導できなくなった場合には、抗ウイルス効果は激減する。APOBEC3Gが介在する脱アミノ化は、変異した残基に引き付けられたDNA修復系によって、間接的にウイルスDNAの分解をもたらすと当初は考えられていた。しかし、ヒトAPOBEC3Gは、DNA修復酵素UNGおよびSMUG1とは独立してウイルスのcDNAレベルを低下させるため、この考えは誤りであると見なされるようになった。

### 逆転写への干渉
APOBEC3GはDNA脱アミノ化とは無関係にHIV-1の逆転写を阻害する。tRNA3Lysは通常、HIV-1のプライマー結合部位に結合して逆転写を開始する。APOBEC3GはtRNA3Lysのプライミングを阻害し、それによってウイルスのssDNA産生およびウイルス感染を妨げることができる。逆転写は、APOBEC3GがウイルスRNAに結合し、立体的変化を引き起こすことによっても悪影響を受けると予測されている。

### ウイルスDNAの組み込みへの干渉
APOBEC3Gは、機能的な触媒領域とデアミナーゼ活性に依存する形で、ウイルスDNAの宿主ゲノムへの組み込みの干渉と関連していた。Mbisaらは、APOBEC3GがDNAマイナス鎖からのプライマーtRNAのプロセシングと除去に干渉し、その結果として異常なウイルスの3' LTR（long terminal repeat）DNA末端が形成されることを発見した。これらのウイルスDNA末端は、組み込みやプラス鎖DNA転移をするのには非効率的な基質である。その結果、HIV-1プロウイルスの形成が阻害される。

## 生物学的機能
APOBEC3G mRNAが発現している細胞はnon-permissive（非感染許容性）であり、HIV-1はVifの機能なしには正常に感染複製できない。APOBEC3Gを発現する非感染許容性細胞としては生理的環境下における初代CD4陽性T細胞とマクロファージが挙げられる。APOBEC3GのHIV-1ビリオンへの取り込みはAPOBEC3Gの拡散と抗ウイルス作用の発揮のために極めて重要である。APOBEC3Gのウイルスビリオン内への取り込みの機序としては、1. APOBEC3Gの非特異的な詰め込み、2. APOBEC3Gと宿主RNAとの相互作用、3. APOBEC3GとウイルスRNAとの相互作用、4. APOBEC3GとHIV-1 Gagタンパク質との相互作用などが考えられるが、実験的に強く支持されるのは後者2つである。
ウイルスビリオンへのAPOBEC3Gの取り込み量は、ビリオンを産生している細胞内でのAPOBEC3G発現レベルに依存する。ある末梢血単核球を用いた研究においては、Vif非存在下におけるAPOBEC3G取り込み量はウイルスビリオン1個当たり平均7±4分子であり、それはHIV複製を阻止しうる量であった。
APOBEC3Gの役割は外因性レトロウイルスの複製阻害にとどまらず、ヒト内在性レトロウイルスにも作用しており、内在性レトロウイルスのDNA配列には超変異の痕跡が残されている。

## 疾患との関連性
APOBEC3G は非感染許容性細胞におけるHIV-1複製と感染性の重要な阻害因子であるが、VifはAPOBEC3Gの抗ウイルス機能に対抗し、APOBEC3Gが発現している細胞においても感染性HIV-1粒子の形成を可能にしている。VifはHIV-1の他のあらゆるタンパク質から独立して機能し、単独でAPOBEC3GのHIV-1粒子内取り込みを防いでいる。
APOBEC3Gは一般にHIV-1に対する抗ウイルス因子として研究されているが、最近の研究ではAPOBEC3Gが誘導する変異がHIV-1の感染伝播の成立を助けている可能性が見いだされている。まず、APOBEC3Gの標的DNA領域において脱アミノ化される塩基数は1塩基から多数の塩基まで様々であるが、APOBEC3Gに曝露される時間に依存している可能性がある。さらに、細胞内のAPOBEC3Gの濃度とウイルス超変異の程度との相関が報告されている。APOBEC3Gにより変異導入されたHIV-1プロウイルスの中には、ホットスポットおける変異数が少ないために感染性を失わずに生き残るものもあり、またAPOBEC3Gにより致命的変異を受けたプロウイルスと感染性のプロウイルスとの間の組換えが生じることにより生き残るものもある。そのようなウイルスの不活化に至らない程度の変異は逆にHIV-1集団の遺伝的多様性に貢献することになるため、APOBEC3Gが実はHIV-1の環境適応と感染伝播を促進している可能性がある。